# Son (antic municipi)
|  | Aquest article tracta sobre l'antic municipi d'aquest nom. Si cerqueu el poble, vegeu «Son (Alt Àneu)». |

| \| ← \| 1812 — 1970 \| → \|                   |                    |   |
| Escut d'armes                                 |                    |   |
| Son dins d'Alt Àneu                           |                    |   |
| Període històric                              | Edat Contemporània |   |
| • Creació del municipi (Constitució de Cadis) | 1812               |   |
| • Annexió a Alt Àneu                          | 1970               |   |
| Altitud                                       | 1.387,8 m          |   |
| Superfície                                    |                    |   |
| • 1970                                        | 27,07 km2          |   |
| • 2011                                        | 27,07 km2          |   |
| Població                                      |                    |   |
| • 2011                                        | 43                 |   |
| Densitat                                      | 1,6/km²            |   |
| ←                                             | 1812 — 1970        | → |

Son era un municipi de la comarca del Pallars Sobirà que va ser incorporat el 1970 al nou terme, creat en aquell moment, d'Alt Àneu, juntament amb els termes d'Isil, Sorpe, València d'Àneu i la Mancomunitat dels Quatre Pobles.
El municipi fou creat el 1812 a partir de les disposicions de la Constitució de Cadis i es mantingué independent fins a la seva incorporació a Alt Àneu.
L'antic terme de Son tenia un enclavament a dins de l'antic terme de Tredòs. Es tracta de la Montanya de Sendrosa de Son, de 2.410 metres d'altitud, al nord del circ de Saboredo i dels estanys de Pigadèr, entre els rius de Ruda i d'Aigoamòtx. És la carena que fa de contrafort de llevant del Tuc de Sendrosa i del Cap dera Aubeta. Actualment aquest enclavament no està reconegut com a tal, ni apareix com a tal enclavament en els mapes oficials del segle xix, però la tradició oral, recollida en algunes publicacions, en parla.

## Geografia
L'antic municipi de Son tenia una extensió de 27,07 km². Dels 217,76 que té ara el municipi complet, aquest antic municipi era el segon més gran dels que s'integraren en el terme actual d'Alt Àneu.

### Nuclis de població
El poble de Son és, de fet, l'únic nucli habitat de l'antic terme. Hi ha algunes bordes, com la Borda d'Arnaldo i la Cabana de les Cabanyeres. En el terme hi ha el Centre de Natura de Caixa de Catalunya de les Planes de Son, a més del Refugi del Pla de la Font.

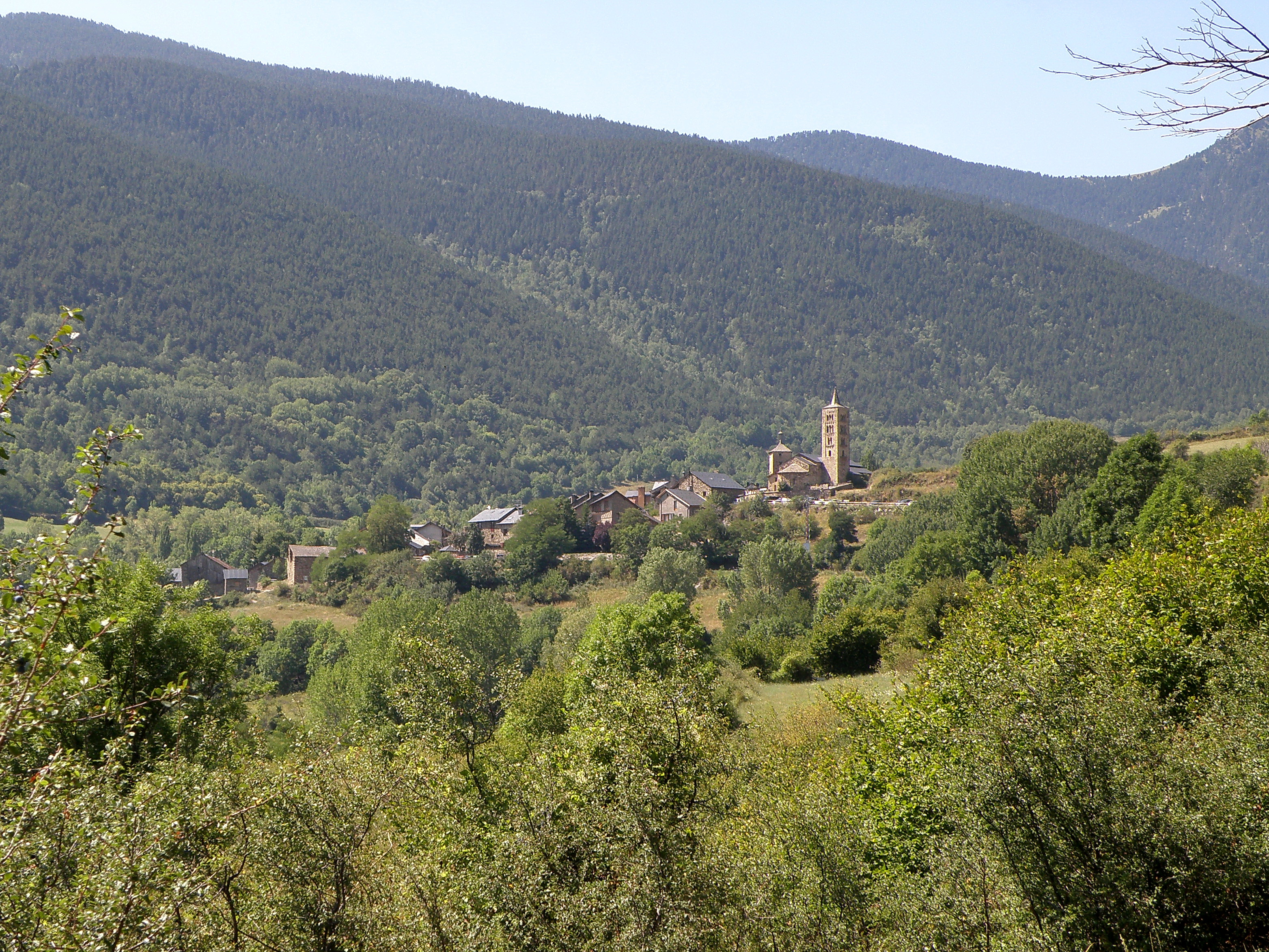
Son a l'Alt Àneu

### Perímetre de l'antic terme
Els límits de l'antic municipi de Son són actualment desapareguts al nord-oest i nord, on limitava amb la Mancomunitat dels Quatre Pobles i amb València d'Àneu, però es mantenen, ara com a terme municipal d'Alt Àneu, els de migdia, amb Espot, els del sud-est, amb la Guingueta d'Àneu (abans, terme de Jou, i els del nord-est, amb Esterri d'Àneu.

#### Límit amb laMancomunitat dels Quatre Pobles
Comença aquesta descripció en el contrafort nord dels Pics de Bassiero, on hi havia el termenal entre Son, la Mancomunitat dels Quatre Pobles i Espot. Des d'aquest lloc la línia segueix cap al nord-est, arriba de seguida al Coll de Bassiero (2.739,7 metres d'altitud), i sempre en aquella direcció passa per los Tres Puis (2.811,1), el Pic de Xemeneies (2.827,5) i el Coll de Xemeneies (2.572,1), passat el qual gira cap a llevant, per anar cap al Pui de la Bonaigua (2.778,1). D'aquest darrer puig el termenal baixa de dret cap al Riu de Cabanes, on es trobaven els termenals de la Mancomunitat dels Quatre Pobles, Son i València d'Àneu. Aquest punt tritermenal és actualment del tot inhàbil, atès que tots tres termes que delimitava són ara dins del d'Alt Àneu.

#### Límit amb l'antic municipi deValència d'Àneu
Des del punt anterior, el termenal entre València d'Àneu i Son seguia la direcció sud-est per fer un arc a migdia i damunt dels Plans de Breviari i la Mata de València, girant cap al nord-est fins a les Portes de Breviari i emprenent cap a la carena de Castell Renau per la Collada del Pas del Coro. Continua per la carena de la serra de Castell Renau, fins al Tossal de la Cabana dels Caçadors, i, sempre per la carena, s'adreça a la Plana de l'Infern, lo Calvari. Aleshores, torcent cap al sud-est, baixa per la part nord de les Costes, fins a arribar a les envistes dels Xalets on, damunt d'Esterri d'Àneu es trobava el termenal entre Son, Esterri d'Àneu i València d'Àneu.

#### Límit ambEsterri d'Àneu
Des d'aquest lloc, el termenal emprèn cap al sud-sud-est, travessa la Riera del Tinter, i passa pel mig dels paratges de Marxets i els Morellons pel coster de sota del poble de Son, fins que arriba just a migdia de la Borda de Tomàs, en el lloc on per damunt passa la línia d'alta tensió. En aquest lloc canvia, quasi en angle recte, de direcció, cap a l'oest-sud-oest, i va a buscar el coster nord del Barranc de Rose, al qual arriba a aproximar-se fins a 30 metres, però que no arriba a tocar mai. Quan arriba a la cota 1.525 gira cap al nord fent una essa invertida, fins que assoleix la Serra de Marcolís a la cota 1.650. Aleshores segueix cap a l'oest-sud-oest la carena de la serra, fins al Bony de la Sovinera, de 1.845,5 metres d'altitud. Tot seguit, travessant el paratge de Gargaredo, segueix la direcció sud-sud-oest fins a pujar dalt del Pic de Quartiules, de 2.226,1 m. alt.

#### Límit ambJou(ara,la Guingueta d'Àneu)
En el Pic de Quartiules es toquen breument els termes d'Alt Àneu (Son) i la Guingueta d'Àneu (Jou).

#### Límit ambEspot
En aquest pic comença el traçat més muntanyós de l'antic termenal de Son: del Pic de Quartiules baixa cap a ponent, decantant-se progressivament cap al nord-oest, cap al Coll de Fogueruix (2.107,5 m. alt.), segueix tota la Serra del Pago, passant per la Plana d'Aires (2.230,9), fins a l'extrem de llevant de lo Planell (2.457,6), on gira cap a ponent fins a lo Pinetó, o Roca Blanca (2.646,9). Aleshores gira cap al sud-oest per anar a buscar, sempre per la carena, el Coll del Pinetó (2.552,9) i el Pic Oriental del Pînetó (2.626). Torna a girar, ara cap al nord-oest, fins al cim de les Agudes (2.714,5). Allí gira altre cop cap al sud-oest per seguir tota la Serra de les Agudes fins al Coll de Pui Pla (2.658,9).
Des d'aquest coll, ara cap al nord-oest, s'adreça al Pui Pla (2.831,2), torna a girar, ara cap al nord, cap al Montsaliente (2.890,4), emprèn cap al nord-oest fins al Port de Sant Maurici, i tot seguit, cap al Coll de Bassiero. Allí, en el contrafort nord-est dels Pics de Bassiero, es troba el termenal entre Son, Espot i la Mancomunitat dels Quatre Pobles, on ha començat aquesta descripció.

### Els espais de l'interior del terme
Dos espais principals conformen l'antic territori de València d'Àneu: el tros final de la vall del Riu de la Bonaigua, on es troba el poble i, aturonat a migdia de la vall, el castell, i, a ponent, el bosc de la Mata de València, en el vessant septentrional de la serra de Castell Renau. El primer és l'únic habitat, mentre que el segon era una de les principals fonts de riquesa tradicionals del poble.

## Història

### Edat contemporània
L'ajuntament de Son fou creat el 1812, arran de les lleis promulgades a partir de la Constitució de Cadis i la reforma de tot l'estat que s'emprengué, i fou suprimit el 1970, amb la seva incorporació al nou municipi creat aquell any, Alt Àneu.
Alcaldes:
- Baptista Fayàs (1899)

### Demografia
| 1497 f | 1515 f | 1553 f | 1717 | 1787 | 1857 | 1877 | 1887 | 1900 | 1910 |
| ------ | ------ | ------ | ---- | ---- | ---- | ---- | ---- | ---- | ---- |
| -      | -      | 17     | 336  | 254  | 449  | 218  | 243  | 237  | 230  |

| 1920 | 1930 | 1940 | 1950 | 1960 | 1970 | 1981 | 1990 | 1992 | 1994 |
| ---- | ---- | ---- | ---- | ---- | ---- | ---- | ---- | ---- | ---- |
| 232  | 210  | 181  | 194  | 160  | 82   | 35   | -    | -    | -    |

| 1996 | 1998 | 2000 | 2002 | 2004 | 2006 | 2008 | 2010 | 2012 | 2014 |
| ---- | ---- | ---- | ---- | ---- | ---- | ---- | ---- | ---- | ---- |
| -    | -    | 40   | 48   | 43   | 49   | 44   | 40   | -    | -    |

En el fogatge del 1553, Son declara 15 focs laics i 2 d'eclesiàstics (uns 85 habitants). En el cens del 1857 Valéncia de Aréo apareix amb 201 habitants i 44 cèdules personals inscrites.

## Llocs d'interès històric i paisatgístic

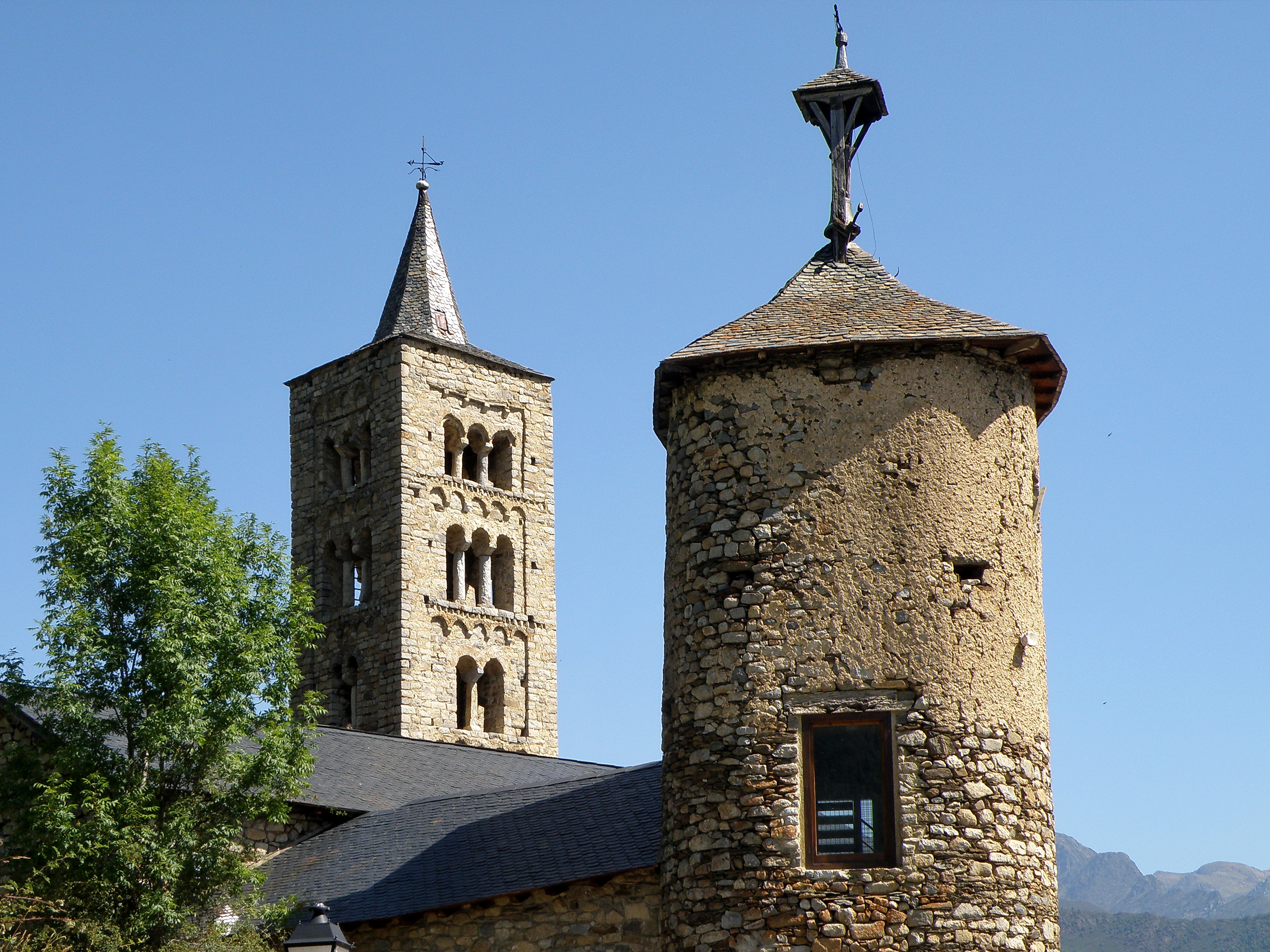
Campanar de l'església de St. Just i St. Pastor i la Torre de les Hores a Son

- Sant Just i Sant Pastor de Son, església romànica.
- Sant Pere de l'Abadia, antiga església romànica, transformada en rectoria (abadia).
- Torre de les Hores, notable torre de defensa medieval.
- Centre de Natura de les Planes de Son, de la Fundació Catalunya-La Pedrera.

## Economia
Tradicionalment, Son vivia de la cria de bestiar, aprofitant les abundants pastures del terme del poble, i una minsa agricultura d'autoconsum. Actualment hi ha una mica de turisme, derivat de l'explotació de la riquesa medioambiental de l'entorn. A les Planes de Son hi ha instal·lat un complex, construït per l'Obra social d'una caixa d'estalvis catalana, amb observatori astronòmic i un centre d'activitats a l'entorn de la natura.
A les Planes de Son, a 1,5 quilòmetres de Son, hi ha un complex turístic amb bar, restaurant i hotel. En el poble mateix hi ha el refugi-allotjament rural de Casa Masover, que ofereix allotjament, restaurant i servei de taxi, tant per carretera com per la muntanya (pistes accessibles a vehicles tot terreny).
A més dels anteriors, cal comptar amb la proximitat amb Escaló, Esterri d'Àneu, la Guingueta d'Àneu, Sorpe, València d'Àneu i Ribera de Cardós, a més d'Espot, permet de gaudir dels que existeixen en aquests pobles veïns.

## Transport
Son és a 4 quilòmetres de carretera local des del punt quilomètric 63 de la C-28 a un quilòmetre per carretera al nord-oest de València d'Àneu. Dista 6,5 quilòmetres d'Esterri d'Àneu, 37,3 de Sort i 42,8 de Vielha. No hi ha cap mena de transport públic col·lectiu regular que permeti arribar, o sortir, de Son.